# Stazione di Brunico
La stazione di Brunico (in tedesco Bahnhof Bruneck) è una stazione ferroviaria, posta sulla linea Fortezza-San Candido; è stata aperta nel 1871.

## Storia

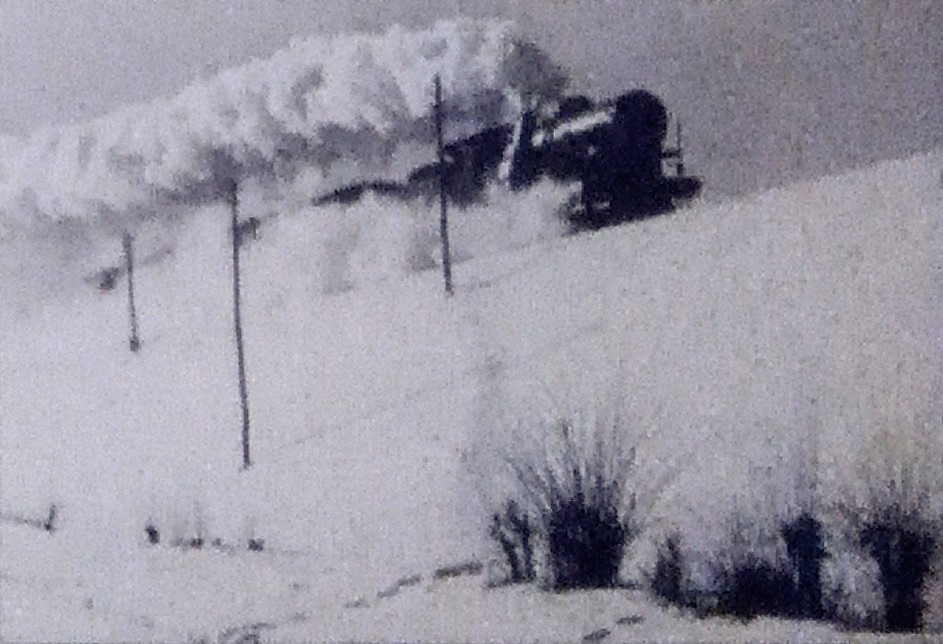
Il treno 2134 trainato dalla locomotiva 741 all'ingresso della stazione

Dal 1908 al 1957 la stazione funse da interscambio tra la ferrovia della Val Pusteria e la cessata linea per Campo Tures.

## Servizi
La stazione, che RFI classifica nella categoria silver, dispone dei seguenti servizi:
- Biglietteria
- Sala d'attesa
- Servizi igienici
- Bar

## Interscambi
Adiacente alla stazione è presente una fermata delle autolinee urbane e interurbane.
- Fermata autobus
- Taxi